# Укселёсунд
Укселёсу́нд, ранее — Окселёсу́нд(швед. Oxelösund) — город в лене Сёдерманланд в Швеции, центр одноимённой коммуны. Расположен на небольшом полуострове, вдающемся в Балтийское море, в 15 километрах к юго-востоку от центра лена Нючёпинга. Издавна известен как порт. В 2011 году население города насчитывало 10870 жителей.

## История
Гавани Укселёсунда используются более 500 лет. Увеличение горной выработки в XIX веке (например, Бергслаген), сделало Укселёсунд морским транспортным узлом. В 1873 году начинает работать железная дорога.
В 1913 году в Укселёсунде построен металлургический завод, что послужило поводом к увеличению населённого пункта.
К 1950 году населённый пункт стал достаточно развит для того, чтоб получить статус города. Таким образом Укселёсунд стал одним из последних населённых пунктов, который получил статус города в Швеции. Однако в 1971 году Укселёсунд снова стал только центром одноимённой коммуны без статуса города, самой маленькой коммуны в стране.

## Спорт
В Укселёсунде находится стадион Рамдален.